# ساچیکو فاکوناکا
ساچیکو فاکوناکا (انگلیسی: Sachiko Fukunaka؛ زادهٔ ۱ ژانویهٔ ۱۹۴۶) بازیکن والیبال اهل ژاپن است.